# Hemigymnus
Hemigymnus ist eine Gattung der Junkerlippfische (Julidinae). Es gibt nur zwei Arten, die im Roten Meer und in den tropischen Bereichen des Indopazifik verbreitet sind.

## Merkmale
Hemigymnus-Arten werden 45 bis 50 Zentimeter lang. Sie haben einen bulligen, im Vergleich zu anderen Junkerlippfischen hochrückigen Körper und einen großen Kopf. Das Maul ist endständig, spitz, und hat dicke, fleischige Lippen. Sie sind unverwechselbar schwarz-weiß gezeichnet, H. fasciatus mit einem Muster aus senkrechten Streifen, bei H. melapterus sind Kopf und Vorderkörper weiß, der Hinterkörper schwarz (hemigymnus [von griech.] bedeutet "halbnackt"). An Kopf und Flossen können auch gelbe Farbtöne auftreten. Jungfische, die kleiner als 40 mm sind, haben eine Tarnfärbung.

## Lebensweise
Hemigymnus-Arten leben als Einzelgänger am Rand von Fels- und Korallenriffen über Sand und Geröllböden. Sie fressen verschiedene kleine Wirbellose, die sie aus dem Sand, den sie mit dem Maul aufnehmen und durchkauen, heraussieben. Jungfische verbergen sich mit ihrer charakteristischen Schwimmweise, mit dem Kopf nach unten, zwischen langstacheligen Seeigeln.

## Arten
- Streifen-Bannerlippfisch (Hemigymnus fasciatus) (Bloch, 1792)
- Zweifarben-Bannerlippfisch (Hemigymnus melapterus) (Bloch, 1791)